# 野坂参三
野坂 参三（のさか さんぞう、1892年〈明治25年〉3月30日 - 1993年〈平成5年〉11月14日）は、日本の政治家、共産主義者。衆議院議員（3期）、参議院議員（4期）。コミンテルン（共産主義インターナショナル）日本代表、日本共産党の第一書記、議長、名誉議長などを務めたが、大粛清時代に同志の山本懸蔵らをNKVDに讒言密告して死刑に追いやっていたことが最晩年になって発覚し、日本共産党から除名された。初名は小野 参弎（おの さんぞう）。中国では岡野 進や林 哲とも称した。ペンネームは野坂鉄嶺、野坂鉄など。

## 生涯

### 生誕から延安入りまで
山口県萩市の商家に生まれる。3月30日生まれだったため参弎と名付けられた。9歳で母の実家である野坂家の養子となり、野坂姓となる。幣原内閣書記官長となった内務官僚・次田大三郎は江口定条の娘と結婚し、野坂参三の妻・龍の義兄（姉婿）になる。
明治31年、萩市の明倫尋常小学校入学。山口県立萩中学（現・山口県立萩高等学校）、兵庫県立神戸商業学校（現・兵庫県立神戸商業高等学校）に進学。在学中論文に「社会主義を論ず」を発表して教師からひどく叱責される。明治45年、慶應義塾大学部理財科に入学し、在学中に友愛会や新人会に入り労働運動に参加する。卒業後、常任書記となる。1919年（大正8年）友愛会の派遣でイギリスに渡り、グレートブリテン共産党に参加する。帰国後、第一次共産党結成に参加。1923年（大正12年）6月5日の第一次共産党検挙事件に際してソ連へ密航した。
日本労働総同盟の産業労働調査所主事となり、慶應の後輩野呂栄太郎に影響を与える。のち三・一五事件で検挙されたが、昭和5年3月、「目の病気」を理由に釈放された。この釈放後、野坂は1931年（昭和6年）に妻の野坂龍とともに秘かにソ連に入国するが、その経緯には謎が多い。外国人向け政治学校東方勤労者共産大学（クートヴェ）で秘密訓練を受け、コミンテルン、内務人民委員部（NKVD）のスパイになったという。その後米国にも入国、アメリカ共産党とも関係を持つ。また、1940年（昭和15年）、中華民国の延安で中国共産党に合流する。同年10月に日本工農学校を組織したり、1944年（昭和19年）2月日本人民解放連盟を結成し、日本人捕虜に再教育を行ったり前線で「日本兵士よ。脱走しなさい。私が日本に帰れるようにしてあげます。共産党第八路軍、日本人岡野進」という内容のビラを配布するなど、日本帝国主義打倒を目指した活動をおこなった。
野坂は一貫して天皇制に融和的であり、天皇制打倒を掲げた党の方針とは異なる立場を表明することが多かった。

### 帰国と戦後の活動

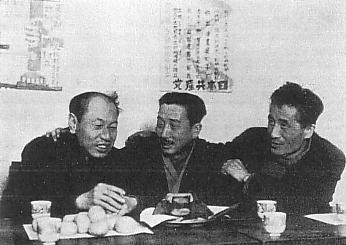
左から徳田球一、野坂、志賀義雄（1945年 - 1946年）

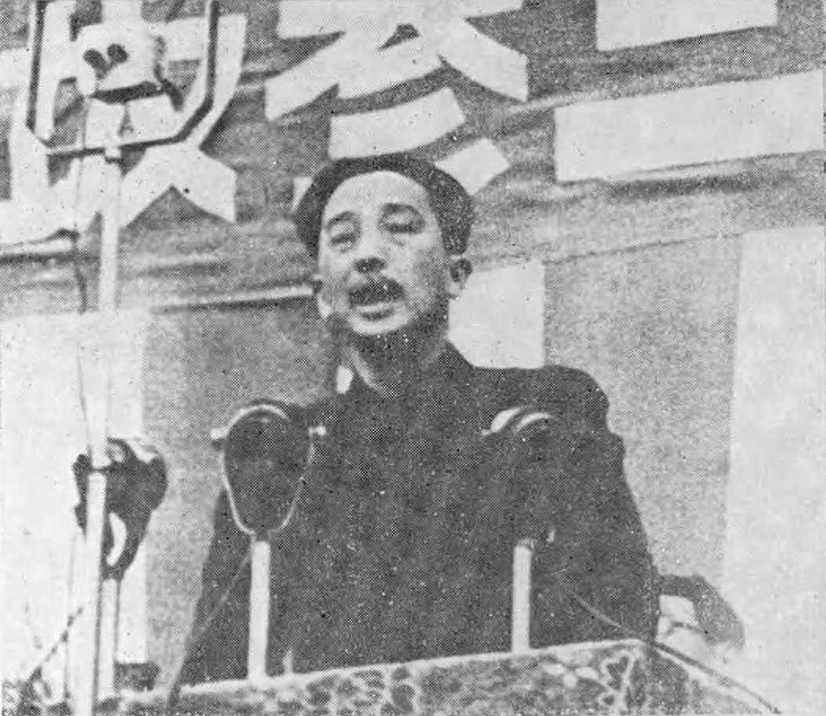
「野坂参三歓迎国民大会」で壇上に立つ野坂（1946年1月26日、日比谷公園）

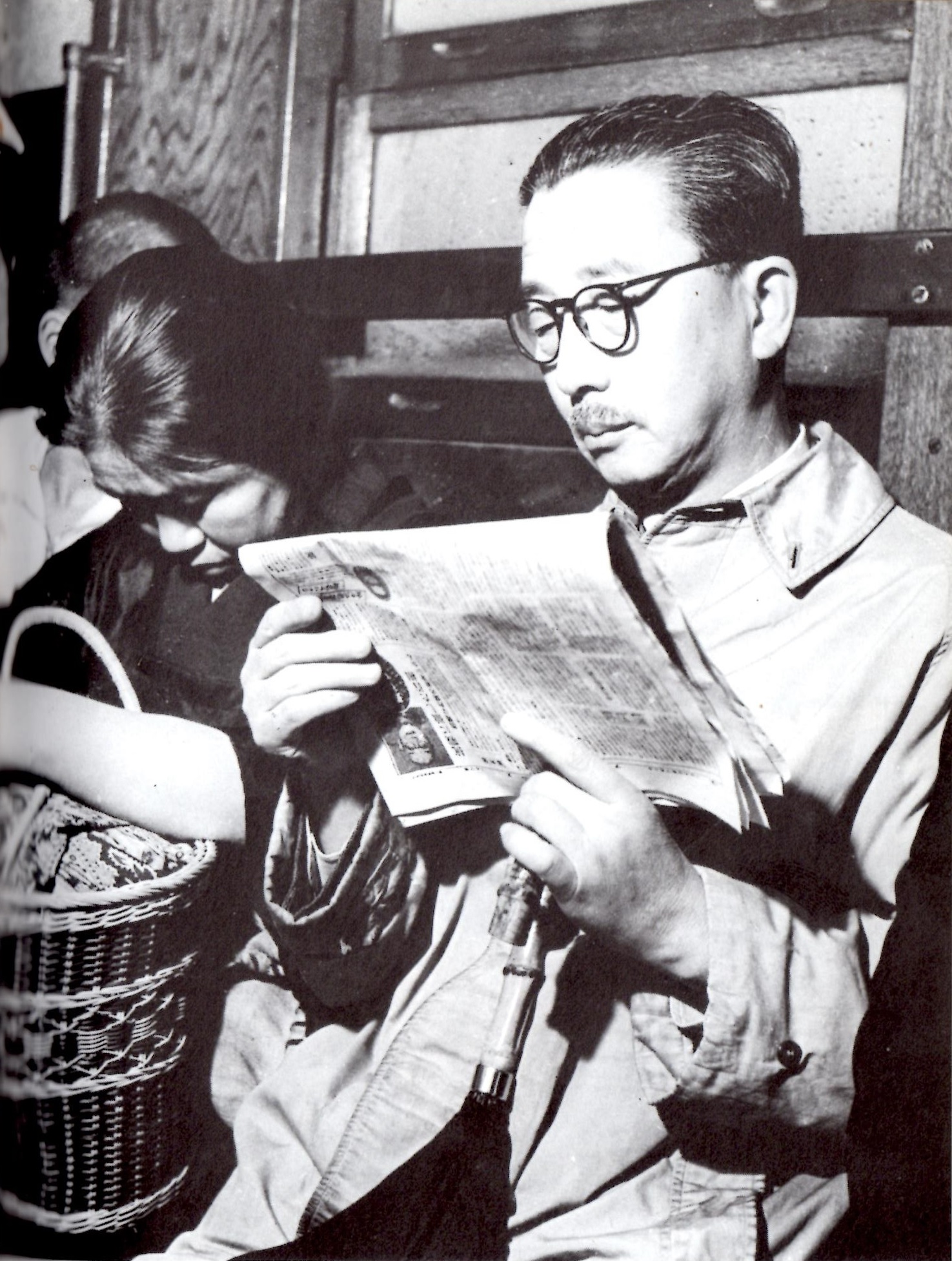
1949年、新聞を読む野坂（田村茂撮影）

1967年の東京都知事選挙。社会党・共産党推薦の美濃部亮吉の応援演説をする野坂。

野坂は第二次世界大戦終了後の1946年（昭和21年）1月12日に、中華民国から（直行で帰った事になっていたが、ソ連経由であった事が後に判明）日本に帰国し、26日に日比谷公園で参加者3万人による帰国歓迎大会が開催される。大会委員長山川均、司会の荒畑寒村のほか、日本社会党委員長片山哲の登壇、尾崎行雄のメッセージなど、党派を超えて集まり、民主戦線樹立を目標とすることが宣言された。この大会のために『英雄還る』という曲が作られ、声楽家・四家文子が壇上で熱唱した。また薄田研二は「同志、野坂帰る」ではじまる歓迎詩を朗読した。
先立つ14日に「愛される共産党」というキャッチフレーズや、信仰対象としての皇室を容認した、中央委員会との共同声明を発表した。また在満邦人の困窮を無視した講演での発言が発端になって、のちに葫芦島在留日本人大送還が開始された。
府中刑務所から解放されていた徳田球一らと、日本共産党の再建を果たす。4月10日の戦後初の第22回衆議院議員総選挙で東京都第1区（大選挙区）から当選した。新憲法制定の審議では、自衛権保持の観点から政府の草案に反対し、憲法前文に「主権が国民に存する」との文言を追加するよう主張した。
ソ連のシベリア抑留の帰国者に関する手紙で、ソ連のシベリア抑留の肯定、延長を求める文面があり、それを元に国会で大々的に追及される。
1950年（昭和25年）1月6日、コミンフォルム機関紙が野坂の平和革命論を批判をしたことを契機に党内が内部分裂。野坂は徳田らとともに所感派の指導者となり、宮本顕治らの国際派と対立。GHQのチャールズ・L・ケーディスと親しくしていたが、レッドパージ及び団体等規正令の出頭命令を拒否したことによる団規令事件で逮捕状が出されて地下に潜行、中華人民共和国に亡命（北京機関）して武装闘争路線を採った。
1955年（昭和30年）に帰国して国際派と和解し、六全協で武装闘争路線を否定して第一書記に就任する。8月11日には団体等規正令違反で逮捕された。同月16日に釈放されるも9月7日に在宅起訴された。1956年（昭和31年）に東京都選挙区から参議院議員に当選、1977年まで4期（うち1期は3年議員）にわたって参議院議員を務めた。1958年（昭和33年）に共産党議長となり、宮本が書記長となった。団規令事件に関連して松本三益が1961年12月に最高裁で免訴判決が確定したことにより、1962年3月に野坂は公訴棄却となった。1982年（昭和57年）7月の第16回大会で退任し、以後名誉議長となった。

### 最晩年の除名
議員引退後には、1970年代から書きついで来た自叙伝『風雪のあゆみ』（1989年、コミンテルン第7回大会のころまでのことを書いている）を完成させ、1992年には生誕100年ということで、黒柳徹子との親交から「徹子の部屋」にも出演したり、NHK教育テレビジョンで特集が組まれたこともあった。
しかし、その直後の『週刊文春』9-11月の連載が元となり、調査の結果ソ連のスパイだったとして、1992年9月20日に日本共産党名誉議長を解任された。さらに同年12月27日の党中央委員会総会において、日本共産党からの除名処分が決定された。これはソビエト連邦の崩壊後、公文書が情報公開され、野坂が1939年にアメリカ合衆国からコミンテルンのディミトロフへ送った手紙が明らかになったことによる。野坂はソ連にいた日本人同志の山本懸蔵（1895-1939年）ら数名をNKVDに讒言密告し、この結果山本はスターリンによる大粛清の犠牲となったのである。名誉議長解任時点では日本共産党は、高齢の野坂に対して「党としてひきつづき必要な配慮をはらう」としていたが、その後の除名処分により「配慮」も打ち切りとなった。
野坂は「残念ながら事実なのでこの処分を認めざるを得ない」と述べた以外はこの件について語らず、1993年11月14日に死去した。101歳没。参議院では慣例に従い、永年在職議員表彰者であった野坂に弔詞を贈呈したが、日本共産党はこれに反発し、弔詞の議決とその朗読の間は参議院本会議を欠席した。
墓所は山口県萩市の泉福寺にある。

## 家族
- 父・小野五右衛門 ‐ 萩市御許町の古物商。[15][16]
- 長兄・葛野友槌[17]（1873年生） ‐ 材木商・葛野作次郎の婿養子となって家業を継ぎ、神戸材木商同業組合長など要職を兼任。また、神戸でチョコレート店を営なんでいたロシア人フョードル・ドミトリエヴィチ・モロゾフに出資し神戸モロゾフ製菓を設立、会計を巡ってモロゾフから訴えられたが、勝訴し同社代表となる[18]。
- 次兄・小野梧弌[17]（1888年-1948年） ‐ 自動車製造工組理事長、東京府自動車配給社長、日本機工社長。中日実業（日本興業銀行などが出資した日華合弁「対支借款」仲介業）、東華造船などの各取締役も務めた。山口高等商業学校卒。岳父に貿易商・佐野令三（杵築藩医・佐野尚孝の二男）。相婿に中根貞彦、日本興業銀行理事松本弘造がいる。[19][20][21]
- 妻・龍（1896年-1971年） ‐ 友槌の養家・葛野作次郎の五女。兵庫県立高等女学校、東京女子高等師範学校卒。参三とは幼馴染で参三の大学卒業を待って1919年に結婚し、夫とともに渡英。1923年に日本共産党に入党、三・一五事件で検挙され、1931年に夫婦で日本脱出、戦後は婦人部部長を務め、晩年に参三と離婚した[22]。姉の夫に次田大三郎。

## 多重スパイ疑惑
上述のようにNKVDの情報提供者であったことは本人も認めたが、実際にはNKVDだけでなく日本の特別高等警察やアメリカ・中国などにも情報提供を行う多重スパイだったのではないかとの指摘が複数存在する。

## その他
- 出演した「徹子の部屋」では、「革命運動のために子供を作らなかったが、それを今では後悔している」と述べた。ただし、のちに養女・米子をとっている。
- 野坂の妻の龍（りょう）も女性革命家であり、ソ連では逮捕・釈放を経験した。
- 新憲法の9条一項には賛成したが、自衛のための武力は保持するべきだと主張した。
- 占領時代、アメリカの使節団が各政党の政策を諮問した際、野坂も日本共産党を代表して発言した。使節団は野坂の意見を評価し、「彼は非常に頭がいい。彼を首相にしてはどうですか？」と言った。驚いたGHQのメンバーは、「彼(野坂)は共産主義者ですよ。共産主義者を首相にするんですか」と言った。
- 養女の雎鳩(みさご)は、岩田義道の娘である。
- 意外にも慶應義塾大学在学時は共産主義を強烈に批判していた事で知られる小泉信三のゼミナール1期生であった。戦後間もなくの頃には空襲の火傷で療養していた小泉の元へ訪問したという。[27]

## 自伝
- 『風雪のあゆみ』1-8（新日本出版社、1971-89年）

## 関連文献
- 大森実『戦後秘史』3-4（講談社、1975年。1981年文庫化。※巻末に議長在任中のインタビューあり）
- 井上敏夫『野坂参三予審訊問調書 ある政治的人間の闘争と妥協の記録』 (五月書房  2001年)
- 和田春樹『歴史としての野坂参三』（平凡社、1996年3月）
- ジェームス・小田『スパイ野坂参三追跡 日系アメリカ人の戦後史』(彩流社、1995年)
- 小林峻一、加藤昭 『闇の男 野坂参三の百年』(文藝春秋、1993年)
- 小林峻一、鈴木隆一 『昭和史最大のスパイ・M 日本共産党を壊滅させた男』 (ワック、2006年)
- Bina C. Kiyonaga『My Spy Memoir of a CIA Wife』（en:Harper Perennial、2001年2月6日）ISBN 978-0-38079497-3- 中央情報局スパイだったJoe Kiyonagaの妻
- 時事通信社『Jiji Top Confidential』「名越健郎の20世紀アーカイブス(24)秘密資金援助中国が日本共産党に2200万」（No.10935、2002年1月22日号）
- 嶋村藤吉『日本国憲法オカノススム起源論』（内外出版、2009年）ISBN 978-4931410381
- 野坂 参三 ／ クリック 20世紀
- 梅田俊英による和田春樹『歴史としての野坂参三』の書評
- 加藤哲郎 歴史における善意と粛清 - ウェイバックマシン（2005年1月4日アーカイブ分）、副題は「国崎定洞の非業の死からみた『闇の男――野坂参三の百年』の読み方」。季刊『窓』誌第19号（窓社、1994年)、同『モスクワで粛清された日本人』（青木書店、1994年）も参照。